# Пангипульи
Пангипульи (исп. Panguipulli) — город  в Чили. Административный центр одноимённой коммуны. Население — 11 142 человека (2002).   Город  и коммуна входит в состав провинции Вальдивия  и области Лос-Риос.
Территория коммуны —  3.292,10  км². Численность населения — 34.640  жителей (2007). Плотность населения — 10,52 чел./км².

## Расположение
Город  расположен в 77 км на восток от административного центра области города Вальдивия.
Коммуна граничит:
- на севере — c коммунами Вильяррика, Пукон
- на северо-востоке — c коммуной Курареуэ
- на востоке — с провинцией Неукен  (Аргентина)
- на юге — c коммуной Футроно
- на юго-западе — c коммуной  Лос-Лагос
- на западе — c коммуной Мафиль
- на северо-западе — c коммунами Лонкоче, Ланко

## Демография
Согласно сведениям, собранным в ходе переписи Национальным институтом статистики,  население коммуны составляет 34.640  человек, из которых 17.622  мужчины и 17.018  женщин.
Население коммуны составляет 9,27 % от общей численности населения области Лос-Риос. 46,53 %  относится к сельскому населению и 53,47 % — городское население.

### Важнейшие населенные пункты коммуны
- Пангипульи (город) — 11 142 жителя
- Нельтуме (поселок) — 2125 жителей
- Коньярипе (поселок) — 1416 жителей
- Ликинье (поселок) — 1205 жителей